# Maya Eshet
Maya Eshet (hebräisch מאיה עשת; * 1990) ist eine israelische Schauspielerin und Synchronsprecherin.

## Leben
Eshet wuchs in Jerusalem auf. Ihre Mutter ist Schauspielerin und Schauspiellehrerin, ihr Vater ist Theaterproduzent und ehemaliger stellvertretender Direktor einer Schauspielschule. Im Alter von neun Jahren begann Eshet als Synchronsprecherin zu arbeiten. 2003 erhielt sie ihre erste Hauptrolle in der israelischen Filmproduktion Shiur Moledet: Avdei Hashem, in der sie ein religiöses Mädchen spielt, das sich auf seine Bat Mitzwa vorbereitet. Später besuchte sie für drei Jahre eine Schauspielschule in New York City und zog nach ihrem Abschluss nach Los Angeles. 2013 spielte sie im Lex Theatre in Los Angeles eine Rolle in dem Segment The Outsider in dem Stück Lovecraft: Nightmare Suite (eine Bühnenadaption von H. P. Lovecrafts Kurzgeschichte Der Außenseiter). Seit 2013 wirkte sie in mehreren amerikanischen Kino- und Fernsehproduktionen mit. Zwischen 2014 und 2016 spielte sie eine wiederkehrende Nebenrolle in der Mystery-Action-Serie Teen Wolf und 2018 eine Hauptrolle in der Science-Fiction-Serie Nightflyers.

## Filmografie
- 2003: Shiur Moledet: Avdei Hashem
- 2013: Cher: Woman’s World (Musikvideo)
- 2013: My Boring Life (Fernsehserie, drei Folgen)
- 2014: Kroll Show (Fernsehserie, eine Folge)
- 2014: Bro, What Happened?
- 2014: Whatever We Want to Be (Kurzfilm)
- 2014–2016: Teen Wolf (Fernsehserie, zehn Folgen)
- 2015: Man Seeking Woman (Fernsehserie, eine Folge)
- 2016: Love (Fernsehserie, eine Folge)
- 2017: Scandal: Gladiator Wanted (Fernsehserie, eine Folge)
- 2017: To the Bone
- 2017: Flower
- 2017: Keep Watching
- 2017: Dead Women Walking
- 2018: Nightflyers (Fernsehserie, zehn Folgen)
- 2020: Star Trek: Picard (Fernsehserie, eine Folge)
- 2023: Fear the Walking Dead (Fernsehserie, sechs Folgen)